# دونرون دانیلز
دونرون دانیلز (انگلیسی: Donervon Daniels؛ زادهٔ ۲۴ نوامبر ۱۹۹۳) بازیکن فوتبال اهل بریتانیا است.
از باشگاه‌هایی که در آن بازی کرده است می‌توان به باشگاه فوتبال ترانمره راورز، باشگاه فوتبال ویگان اتلتیک، باشگاه فوتبال بلکپول، باشگاه فوتبال گیلینگام، باشگاه فوتبال وست برومویچ آلبیون، و باشگاه فوتبال آبردین اشاره کرد.
وی همچنین در تیم ملی فوتبال مونتسرات بازی کرده است.